# Circondario di Köthen
Il circondario di Köthen (in tedesco Landkreis Köthen) era un circondario della Sassonia-Anhalt di 64.675 abitanti, che aveva come capoluogo Köthen (Anhalt).
Già circondario durante la DDR, venne mantenuto tale (sebbene con un ritocco dei confini) anche dopo l'unificazione. Il 1º luglio 2007 è stato poi unito con il circondario di Bitterfeld e con parte del circondario di Anhalt-Zerbst, a formare il nuovo circondario di Anhalt-Bitterfeld.

## Città e comuni
(Abitanti al 31 dicembre 2006)
| Città 1. Aken (Elbe) (8.917) 2. Köthen (Anhalt) (29.667) | Comuni 1. Chörau (247) 2. Diebzig (276) 3. Dornbock (372) 4. Drosa (615) 5. Edderitz (1.229) 6. Elsnigk (719) 7. Fraßdorf (242) 8. Glauzig (469) 9. Görzig (1.262) 10. Großbadegast (683) 11. Großpaschleben (869) 12. Gröbzig, Stadt (3.161) 13. Hinsdorf (522) 14. Kleinpaschleben (949) 15. Libbesdorf (401) 16. Libehna (271) 17. Maasdorf (378) 18. Meilendorf (250) 19. Micheln (770) 20. Osternienburg (2.130) 21. Piethen (264) 22. Prosigk (752) 23. Quellendorf (1.027) 24. Radegast (1.221) 25. Reppichau (481) 26. Reupzig (328) 27. Riesdorf (135) 28. Scheuder (347) 29. Schortewitz (696) 30. Trebbichau an der Fuhne (368) 31. Trinum (412) 32. Weißandt-Gölzau (1.868) 33. Wieskau (314) 34. Wulfen (1.171) 35. Zabitz (518) 36. Zehbitz (374) |